# Maissana
Maissana é uma comuna italiana da região da Ligúria, Província da Spezia, com cerca de 669 habitantes. Estende-se por uma área de 45 km², tendo uma densidade populacional de 15 hab/km². Faz fronteira com Carro, Casarza Ligure (GE), Castiglione Chiavarese (GE), Ne (GE), Varese Ligure.

## Demografia
| Variação demográfica do município entre 1861 e 2011                               |
|                                                                                   |
| Fonte: Istituto Nazionale di Statistica (ISTAT) - Elaboração gráfica da Wikipedia |